# Les Enfoirés dans l'espace
Albums de Les Enfoirés
La Foire aux Enfoirés Le Train des Enfoirés
Les Enfoirés dans l'espace est le treizième album musical tiré de la soirée des Enfoirés. L'album est sorti en 2004.
Les Enfoirés est le nom que prend depuis 1989 un regroupement d'artistes et personnalités publiques (principalement francophones) pour chanter au profit de l'association des Restos du Cœur.
Le double CD comporte les chansons en deux parties : les chansons entières, et les medleys. Le double DVD contient le spectacle complet, plus des bonus.

## Liste des chansons et leurs interprètes
| n° | Titre                                        | Interprète(s)                                                                                         | Paroles                                                                                | Musique                                                         | Interprète(s) original(aux)       |
| -- | -------------------------------------------- | --- | -------------------------------------------------------------------------------------- | --------------------------------------------------------------- | --------------------------------- |
| 1  | Une autre histoire                           | Les Enfoirés                                                                                          | Marc Strawzynski                                                                       | Gérard Blanc                                                    | Gérard Blanc                      |
| 2  | Z'avez pas vu (adaptation de Mirza)          | Muriel Robin, Pierre Palmade, Mimie Mathy, Garou, Catherine Lara, MC Solaar                           | Nino Ferrer - Adapt. Jean-Jacques Goldman                                              | Nino Ferrer                                                     |                                   |
| 3  | Rue de la Paix                               | Axel Bauer, Marc Lavoine, Patrick Bruel, Jean-Jacques Goldman, Calogero, Michael Jones                | Zazie                                                                                  | Zazie                                                           | Zazie                             |
| 4  | Le Chanteur malheureux                       | Patrick Bruel, Elsa, Michel Sardou                                                                    | Michel Renard - Jean-Michel Rivat                                                      | Jean-Pierre Bourtayre - Martial Carcélès                        | Claude François                   |
| 5  | Medley « Personnages célèbres »              | Medley « Personnages célèbres »                                                                       | Medley « Personnages célèbres »                                                        | Medley « Personnages célèbres »                                 | Medley « Personnages célèbres »   |
|    | - Armstrong                                  | Maxime Le Forestier, Mimie Mathy                                                                      | Claude Nougaro                                                                         | Maurice Vander                                                  | Claude Nougaro                    |
|    | - Vladimir Ilitch                            | Garou                                                                                                 | Pierre Delanoë - Michel Sardou                                                         | Jean-Pierre Bourtayre - Jacques Revaux                          | Michel Sardou                     |
|    | - Et la voix d'Elvis                         | Calogero                                                                                              | adapt. Claude Moine                                                                    | Roy Brown                                                       | Eddy Mitchell                     |
|    | - Marilyn et John                            | Lorie                                                                                                 | Étienne Roda-Gil                                                                       | Franck Langolff                                                 | Vanessa Paradis                   |
|    | - Zinedine                                   | Elsa, Axel Bauer                                                                                      | Lionel Florence                                                                        | Pascal Obispo                                                   | Pascal Obispo                     |
|    | - Personne                                   | Yannick Noah                                                                                          | Lionel Florence                                                                        | Pascal Obispo                                                   | Pascal Obispo                     |
| 6  | La Chanson des vieux amants                  | Jean-Louis Aubert, Patricia Kaas, Muriel Robin, Marc Lavoine                                          | Jacques Brel - Gérard Jouannest                                                        | Jacques Brel                                                    | Jacques Brel                      |
| 7  | Je te survivrai                              | Jean-Jacques Goldman, Patrick Fiori, Patrick Bruel, Pierre Palmade, Sapeurs-pompiers du Midi-Pyrénées | Didier Barbelivien                                                                     | Didier Barbelivien                                              | Jean-Pierre François              |
| 8  | Le Chemin                                    | Zazie, Yannick Noah, MC Solaar, Michèle Laroque, Patricia Kaas, Garou, Natasha St-Pier                | Nicolas Chassagne - Fabien Dubos - Florian Dubos - Benoît Poher                        | Nicolas Chassagne - Fabien Dubos - Florian Dubos - Benoît Poher | Kyo et Sita                       |
| 9  | Ma préférence                                | Francis Cabrel, Renaud, Patricia Kaas, Natasha St-Pier                                                | Jean-Loup Dabadie                                                                      | Julien Clerc                                                    | Julien Clerc                      |
| 10 | Medley « Les Astres »                        | Medley « Les Astres »                                                                                 | Medley « Les Astres »                                                                  | Medley « Les Astres »                                           | Medley « Les Astres »             |
|    | - J'ai demandé à la lune                     | Zazie, Mc Solaar                                                                                      | Mickaël Furnon                                                                         | Mickaël Furnon                                                  | Indochine                         |
|    | - Le Soleil et la lune                       | Sandrine Kiberlain, Gérard Jugnot                                                                     | Charles Trenet                                                                         | Albert Lasry - Charles Trenet                                   | Charles Trenet                    |
|    | - Venus                                      | Garou, Michèle Laroque                                                                                | Robbie van Leeuwen - Adapt. Claude Carrère - Liliane Chevallier                        | Robbie van Leeuwen                                              | Shocking Blue                     |
|    | - Sous quelle étoile suis-je né ?            | Gad Elmaleh, Hélène Ségara                                                                            | Frank Gérald                                                                           | Michel Polnareff                                                | Michel Polnareff                  |
|    | - Terre                                      | Liane Foly, Michel Sardou                                                                             | Patrick Dupont - Jean-Pierre Marrier - Benjamin Raffaelli                              | Patrick Dupont - Jean-Pierre Marrier - Benjamin Raffaelli       | Florent Pagny                     |
| 11 | Cendrillon                                   | Maxime Le Forestier, Francis Cabrel, Gad Elmaleh, Jean-Jacques Goldman, Michael Jones                 | Louis Bertignac                                                                        | Téléphone                                                       | Téléphone                         |
| 12 | J'ai tout oublié                             | Calogero, Jean-Louis Aubert, Lorie, Jenifer, Julie Zenatti, Elsa                                      | Marc Lavoine                                                                           | Georges Lunghini                                                | Marc Lavoine et Cristina Marocco  |
| 13 | Je marche seul                               | Muriel Robin, Pierre Palmade, Gérard Jugnot, Axel Bauer, Zazie, Natasha St-Pier, Hélène Segara        | Jean-Jacques Goldman                                                                   | Jean-Jacques Goldman                                            | Jean-Jacques Goldman              |
| 14 | Medley « Amour »                             | Medley « Amour »                                                                                      | Medley « Amour »                                                                       | Medley « Amour »                                                | Medley « Amour »                  |
|    | - Love Me, Please Love Me                    | Marc Lavoine                                                                                          | Frank Gérald - Michel Polnareff                                                        | Michel Polnareff                                                | Michel Polnareff                  |
|    | - Donne-moi le temps                         | Lorie                                                                                                 | Lionel Florence                                                                        | Olivier Schultheis                                              | Jenifer                           |
|    | - J'te mentirai                              | Gérard Darmon                                                                                         | Patrick Bruel                                                                          | Patrick Bruel                                                   | Patrick Bruel                     |
|    | - Je serai (ta meilleure amie)               | Michèle Laroque                                                                                       | Louis Element                                                                          | Johnny Williams                                                 | Lorie                             |
|    | - Le Mal-Aimé                                | Francis Cabrel                                                                                        | Eddy Marnay                                                                            | Carolyn Dempsey                                                 | Claude François                   |
|    | - Parle-moi                                  | Chimène Badi                                                                                          | J. Kapler                                                                              | J. Kapler                                                       | Isabelle Boulay                   |
|    | - Aimons-nous vivants                        | Gad Elmaleh, Julie Zenatti                                                                            | Pierre Delanoë - Michaele                                                              | François Valéry                                                 | François Valéry                   |
| 15 | Vivo per lei                                 | Calogero, Patrick Fiori, Chimène Badi                                                                 | Mauro Mengali - Gigi Panceri - Valerin Zelli - Adapt. Michel Jourdan                   | Mauro Mengali - Gigi Panceri - Valerin Zelli                    | Andrea Bocelli et Hélène Ségara   |
| 16 | Mamy Blue                                    | Lââm, Mimie Mathy, Catherine Lara, Liane Foly, Muriel Robin, Maurane                                  | Hubert Giraud                                                                          | Hubert Giraud                                                   | Nicoletta                         |
| 17 | Oh les filles                                | Gérard Darmon, Gérard Jugnot, Marc Lavoine, Michel Sardou                                             | Marty Robbins - Adapt. Eddy Vartan                                                     | Marty Robbins                                                   | Au Bonheur des dames              |
| 18 | Medley « Vivre »                             | Medley « Vivre »                                                                                      | Medley « Vivre »                                                                       | Medley « Vivre »                                                | Medley « Vivre »                  |
|    | - Vivre                                      | Maurane, Calogero                                                                                     | Luc Plamondon                                                                          | Richard Cocciante                                               | Noa                               |
|    | - J'ai oublié de vivre                       | Jean-Jacques Goldman, Hélène Segara                                                                   | Pierre Billon                                                                          | Jacques Revaux                                                  | Johnny Hallyday                   |
|    | - Pour la vie                                | Maxime Le Forestier, Sandrine Kiberlain                                                               | Gérard Presgurvic                                                                      | Gérard Presgurvic                                               | Patrick Bruel                     |
|    | - Vivre pour le meilleur                     | Patricia Kaas, Julie Zenatti                                                                          | Lionel Florence                                                                        | David Hallyday                                                  | Johnny Hallyday                   |
|    | - Vivre ou survivre                          | Patrick Fiori, Jenifer                                                                                | Daniel Balavoine                                                                       | Daniel Balavoine                                                | Daniel Balavoine                  |
| 19 | Les Vieux Mariés                             | Garou, Liane Foly, Gérard Darmon, Maurane                                                             | Pierre Delanoë - Michel Sardou                                                         | Jacques Revaux                                                  | Michel Sardou                     |
| 20 | Bubble Star                                  | Yannick Noah, Zazie, Natasha St-Pier, Sandrine Kiberlain, Jenifer, Lââm                               | Alain Souchon                                                                          | Laurent Voulzy                                                  | Laurent Voulzy                    |
| 21 | Medley « Romantiques et Rockers »            | Medley « Romantiques et Rockers »                                                                     | Medley « Romantiques et Rockers »                                                      | Medley « Romantiques et Rockers »                               | Medley « Romantiques et Rockers » |
|    | - Hygiaphone                                 | Jean-Jacques Goldman, MC Solaar                                                                       | Téléphone                                                                              | Louis Bertignac - Richard Kolinka - Corine Marienneau           | Téléphone                         |
|    | - La Plage aux romantiques                   | Gérard Darmon, Francis Cabrel                                                                         | Jean Albertini                                                                         | Pascal Danel                                                    | Pascal Danel                      |
|    | - Le Bon Temps du rock and roll              | Pierre Palmade, Yannick Noah                                                                          | George Jackson - Thomas Jones - Adapt. Michel Mallory                                  | George Jackson - Thomas Jones                                   | Johnny Hallyday                   |
|    | - Je t'aime, je t'aime                       | Gérard Jugnot, Michèle Laroque                                                                        | Michel Sardou                                                                          | Jacques Revaux                                                  | Michel Sardou                     |
|    | - Twist and Shout                            | Jean-Louis Aubert, Lââm                                                                               | Phil Medley - Bert Russell                                                             | Phil Medley - Bert Russell                                      | The Top Notes                     |
|    | - Les Plaisirs démodés                       | Patrick Bruel, Chimène Badi                                                                           | Charles Aznavour                                                                       | Georges Garvarentz                                              | Charles Aznavour                  |
|    | - C'est la même chanson                      | Mimie Mathy, Axel Bauer                                                                               | Lamont Dozier - Eddie Holland - Brian Holland - Adapt. Claude François - Colette Rivat | Lamont Dozier - Brian Holland                                   | Claude François                   |
| 22 | Il faudra leur dire                          | Oriane, Thomas, Les Enfoirés                                                                          | Francis Cabrel                                                                         | Francis Cabrel                                                  | Francis Cabrel                    |
| 23 | Medley « Toulouse »                          | Medley « Toulouse »                                                                                   | Medley « Toulouse »                                                                    | Medley « Toulouse »                                             | Medley « Toulouse »               |
|    | - Lady Lay                                   | Patrick Bruel, Muriel Robin                                                                           | Pierre Groscolas                                                                       | Michel Jourdan                                                  | Pierre Groscolas                  |
|    | - Je l'aime à mourir                         | Jean-Louis Aubert, Patricia Kaas, Renaud                                                              | Francis Cabrel                                                                         | Francis Cabrel                                                  | Francis Cabrel                    |
|    | - Disparue                                   | Michael Jones, Elsa                                                                                   | Jean-Pierre Mader - Richard Seff                                                       | Jean-Pierre Mader - Richard Seff                                | Jean-Pierre Mader                 |
|    | - Les Démons de minuit                       | Natasha St-Pier, Hélène Segara                                                                        | Stéphane Desprès - Philippe Mimouni - Georges Ramsamy - Adapt. Richard Seff            | Christophe Desprès - Jean-Louis Pujade                          | Images                            |
|    | - Tomber la chemise                          | Jenifer, Lorie                                                                                        | Magyd Cherfi                                                                           | Zebda                                                           | Zebda                             |
|    | - Les parfums de sa vie (je l'ai tant aimée) | Catherine Lara, Sandrine Kiberlain                                                                    | Patrice Guirao                                                                         | Art Mengo                                                       | Art Mengo                         |
|    | - Plus près des étoiles                      | Maxime Le Forestier, Patrick Fiori                                                                    | Jean Garcia                                                                            | Jean Garcia                                                     | Gold                              |
|    | - Toulouse                                   | Marc Lavoine, Maurane                                                                                 | Claude Nougaro                                                                         | Christian Chevallier - Claude Nougaro                           | Claude Nougaro                    |
| 24 | Tous les cris les S.O.S.                     | Les Enfoirés                                                                                          | Daniel Balavoine                                                                       | Daniel Balavoine                                                | Daniel Balavoine                  |
| 25 | La Chanson des Restos                        | Les Enfoirés                                                                                          | Jean-Jacques Goldman                                                                   | Jean-Jacques Goldman                                            | Les Enfoirés                      |

## Artistes présents
Cette année-là, 36 artistes ont participé à au moins un concert :
- Jean-Louis Aubert
- Chimène Badi (Première participation)
- Axel Bauer
- Patrick Bruel
- Francis Cabrel
- Calogero (Première participation)
- Gérard Darmon
- Gad Elmaleh
- Elsa
- Patrick Fiori
- Liane Foly
- Garou
- Jean-Jacques Goldman
- Jenifer
- Michaël Jones
- Gérard Jugnot
- Patricia Kaas
- Sandrine Kiberlain
- Lââm
- Catherine Lara
- Michèle Laroque
- Marc Lavoine
- Maxime Le Forestier
- Lorie
- Mimie Mathy
- Maurane
- MC Solaar
- Yannick Noah
- Pierre Palmade
- Renaud
- Muriel Robin
- Michel Sardou
- Hélène Ségara
- Natasha St-Pier
- Zazie
- Julie Zenatti

## Musiciens
- Basse, Arrangements & Direction d'Orchestre : Guy Delacroix
- Batterie : Loïc Pontieux
- Claviers : Arnaud Dunoyer de Segonzac
- Claviers & Accordéon : Jean-Yves Bikialo
- Guitares : Michel-Yves Kochmann
- Guitares & Percussions : Eric Nolot
- Guitares additionnelles : Francis Cabrel, Michael Jones, Jean-Louis Aubert & Axel Bauer

## Classements hebdomadaires
| Classement (2004)            | Meilleure place |
| ---------------------------- | --------------- |
| Belgique (Wallonie Ultratop) | 1               |
| France (SNEP)                | 1               |
| Suisse (Schweizer Hitparade) | 3               |

## Certifications
| Pays          | Certification | Unités certifiées |
| ------------- | ------------- | ----------------- |
| Suisse (IFPI) | Or            | 20 000            |